# Half-Life: Alyx
Half-Life: Alyx là một trò chơi điện tử thực tế ảo bắn súng góc nhìn thứ nhất được phát triển sau đó phát hành vào năm 2020 bởi Valve. Trò chơi lấy bối cảnh giữa các sự kiện của Half-Life (hoặc Black Mesa - phần làm lại bên thứ ba của Half-Life gốc năm 1998) và Half-Life 2 (2004), được người chơi hay gọi vui phần trò chơi Half-Life: Alyx này là Half-life 1.5. Trong game, người chơi sẽ được điều khiển Alyx Vance thực hiện nhiệm vụ thu giữ một siêu vũ khí thuộc tổ hợp của người ngoài hành tinh. Người chơi sẽ sử dụng một bộ thực tế ảo (VR) để tương tác với môi trường và chống lại các kẻ thù. Người chơi còn được cung cấp "găng tay trọng lực" để điều khiển các vật thể, tương tự như "súng trọng lực" trong Half-Life 2. Giống như các phần Half-Life trước đó, tác phẩm kết hợp các yếu tố chiến đấu, giải đố, khám phá, sinh tồn và cả rùng rợn.
Phần game trước đó, Half-Life: Episode Two, được Valve phát hành năm 2007, đã kết thúc trong một loạt các sự kiện đầy khó khăn. Valve đã thực hiện một số nỗ lực để thực hiện và phát triển các dự án Half-Life tiếp theo. Nhưng do không thể thống nhất ý tưởng và cấu trúc quản lí phẳng của Valve khiến các dự án này không có động lực phát triển. Vào giữa những năm 2010, Valve bắt đầu thử nghiệm VR và phát hành một bộ sưu tập các minigame VR, trò chơi The Lab, phát hành năm 2016 trong sê-ri game Portal. Nhận thấy nhu cầu về việc chơi các trò chơi VR quy mô lớn, họ đã thử nghiệm với các nguyên mẫu sử dụng các thuộc tính trí tuệ nhân tạo khác nhau của nó. Chẳng hạn như trò The Lab(2016) và họ nhận thấy rằng Half-Life phù hợp để có một phiên bản VR. Half-Life: Alyx đã bắt đầu sản xuất toàn bộ với công cụ engine Source 2 mới của Valve vào năm 2016, với đội ngũ phát triển lớn nhất trong lịch sử của họ. Ban đầu, nhóm phát triển dự định ra mắt Half-Life: Alyx cùng với tai nghe Index VR của mình vào 2019, nhưng đã trì hoãn để viết lại cốt truyện game từ phản hồi nội bộ. Ngày 23 tháng 3 năm 2020, Half-Life: Alyx chính thức phát hành, chỉ hai tuần trước đó, Crowbar Collective đã cho ra mắt Black Mesa - phiên bản làm lại của Half-Life gốc năm 1998.
Half-Life: Alyx được phát hành cho Windows vào tháng 3 năm 2020(như đã nói ở trên) và phát hành trên Linux vào tháng 5 năm 2020 với sự hỗ trợ hầu hết cho các tai nghe VR tương thích với PC. Trò chơi đã nhận được rất nhiều sự hoan nghênh về đồ họa, âm thanh, lồng tiếng nhân vật, bầu không khí trong game. Và được coi là ứng dụng giết người đầu tiên của VR.

## Lối chơi
Half-Life: Alyx là một trò chơi thực tế ảo (VR) được hỗ trợ tất cả các loại tai nghe VR tương thích với SteamVR, bao gồm Valve Index, HTC Vive, Oculus Rift, Oculus Quest và tất cả các tai nghe Windows Mixed Reality. Vì lối chơi được thiết kế xoay quanh VR, nên Valve cho biết không có kế hoạch nào cho một phiên bản không phải VR. Phần Half-Life: Alyx này cũng hỗ trợ người dùng mod thông qua Steam Workshop.
Người chơi sẽ điều khiển đồng đội của Gordon Freeman là Alyx Vance khi cô cùng cha mình là Eli Vance chiến đấu với Combine -  một đế chế ngoài hành tinh đã chiếm được Trái Đất trong một cuộc chiến xảy ra chỉ vọn vẹn 7 giờ. Nhà thiết kế David Speyrer cho biết Half-Life: Alyx không phải là một trò chơi nhiều phần hay một câu chuyện phụ, mà nó chính là phần game tiếp theo của vũ trụ Half-Life", có độ dài tương đương với Half-Life 2 (nên những người chơi lâu năm của sê-ri Half-Life hay gọi phần game này là Half-Life 1.5). Người chơi sẽ sử dụng VR để lấy nguồn cung cấp, dùng giao diện, ném đồ vật và tham gia chiến đấu. Giống như khẩu súng trọng lực từ Half-Life 2, chiếc găng tay trọng lực cho phép người chơi điều khiển lực hấp dẫn. Trò chơi bao gồm các yếu tố đã in sâu vào các phần Half-Life truyền thống như khám phá, giải đố, chiến đấu với kẻ thù và hoàn thành cốt truyện. Mọi vũ khí trong game đều có thể được sử dụng bằng một tay, vì Valve muốn người chơi luôn có một tay rảnh để tương tác với thế giới ảo. Trong khi trò chơi chủ yếu là một game bắn súng góc nhìn thứ nhất, nó bổ sung thêm các yếu tố của thể loại kinh dị sinh tồn, vì máu(health) và đạn dược đã được lược bớt hơn trong game, và trò chơi bao gồm những cuộc chạm trán đáng sợ đến giật mình với người ngoài hành tinh.
Người chơi có thể di chuyển trong chính căn phòng của mình để di chuyển Alyx trong trò chơi. Ngoài ra, người chơi có thể sử dụng các thanh analog trên bộ điều khiển VR để di chuyển Alyx theo cách truyền thống, dịch chuyển đến các điểm gần đó hoặc chế độ trung gian có Alyx "lướt" đến các điểm đã chọn. Trong trường hợp tùy chọn dịch chuyển tức thời, trò chơi vẫn mô phỏng chuyển động mặc dù hành động xuất hiện tức thời, và Alyx có thể sẽ mất mạng nếu bị tấn công hoặc di chuyển từ độ cao quá lớn.

## Cốt truyện
Half-Life: Alyx diễn ra năm năm trước các sự kiện của Half-Life 2. Trái Đất đã bị đánh bại bởi lực lượng ngoài hành tinh có tên là Combine, những kẻ này đã thực hiện một trạng thái cảnh sát tàn bạo. Ở Thành phố 17, Alyx Vance (Ozioma Akagha) và cha cô là tiến sĩ Eli Vance, cả hai đều là thành viên của một phong trào kháng chiến của con người. Trong lúc đang đánh cắp tài nguyên của Combine, họ bị chúng bắt giữ, một thành viên trong băng kháng chiến có tên Russell (Rhys Darby) đã giải cứu Alyx và cảnh báo cho cô rằng Eli sẽ bị đưa đến Nova Prospekt để tra hỏi. Để chặn chuyến tàu chở cha mình, Alyx đã mạo hiểm tới nơi có tên là Quarantine Zone (tạm dịch: Khu cách ly), một khu vực bên trong Thành phố 17 bị nhiễm sinh vật ngoài hành tinh ký sinh. Trên đường đi, cô gặp một Vortigaunt (một chủng tộc có trí thông minh) lập dị (Tony Todd), người yêu cầu Alyx cứu các giống loài Vortigaunt của mình và họ đã biết trước rằng cha cô - Eli sẽ chết.
Tại Quarantine Zone, Alyx làm trật đường ray tàu và các Vortigaunt giải cứu Eli khỏi đống đổ nát. Trong khi bị giam giữ, Eli đã biết rằng Combine đang cất giữ một siêu vũ khí trong một nơi gọi là The Vault - một con tàu khổng lồ trôi nổi trên khu vực cách ly; Eli hướng dẫn Alyx tìm The Vault và tìm hiểu thông tin của nó. Alyx mạo hiểm đi qua Quarantine Zone, đối đầu với người ngoài hành tinh và cùng chiến đấu với những người lính của quân Kháng chiến. Cô đóng một trạm năng lượng để giữ cho The Vault luôn nổi, và phát hiện ra rằng mỗi trạm năng lượng chứa các Vortigaunt bị bắt làm nô lệ, phải chuyển nguồn năng lượng của họ vào hầm. Một Vortigaunt mà cô giải cứu đã hứa rằng anh ta và những người khác sẽ đóng các trạm năng lượng còn lại.
Eli liên lạc với Alyx và cảnh báo cô rằng The Vault không chứa vũ khí, nó là một nhà tù được xây dựng xung quanh một khu chung cư để chứa thứ gì đó mà Combine đã phát hiện ra. Alyx, Eli và Russell tin rằng việc giải thoát cho thứ bí ẩn đó là giải thoát một đồng minh quan trọng trong cuộc chiến với Combine trước mắt. Khi cô đến gần The Vault, Alyx tình cờ nghe được một nhà khoa học đang đề cập với cấp trên của Combine rằng người đang bị giam giữ trong nhà tù là một người đã sống sót sau thảm họa Black Mesa. Alyx tin rằng người bị giam giữ chính là Gordon Freeman, cô tổ chức một cuộc giải cứu và đánh sập The Vault. Tuy nhiên, người bị giam giữ tại The Vault không phải là Freeman mà chính là G-man, người đã xuất hiện trong tất cả các phần Half-Life trước đó. Với sự ngỡ ngàng của Alyx, G-man cảm ơn cô vì đã cứu ông khỏi phòng giam đặc biệt mà Combine xây dựng, thứ khiến cho sức mạnh xuyên không thời gian của ông không thể phát huy, sau đó ông có nói sẽ giúp cô thực hiện bất cứ điều gì. Alyx nói cô muốn lực lượng Combine rời khỏi Trái Đất nhưng G-man từ chối, đó là một yêu cầu quá khó. Thay vào đó, ông ta cho Alyx biết thứ "cô sẽ biết mình muốn". Ngay lập tức, G-man dịch chuyển Alyx đến 5 năm sau ngay tại thời điểm mà Eli - cha cô bị một con Advisor giết chết trong Half-Life 2: Episode Two. Ông cho Alyx cơ hội cứu mạng cha mình và thay đổi tương lai mãi mãi. Alyx không ngần ngại mà lập tức làm theo và chính hành động này lập tức xoá xổ hiện thực mà các phần game Half-Life trước đó đã tạo ra. Sau đó, G-man có nói một vài điều về Freeman, trong khi nói, tay ông cầm một cây xà beng và ở sau lưng là hình bóng mở ảo của Freeman.
Người chơi tỉnh dậy dưới góc nhìn của Gordon Freeman ngay thời điểm đoạn kết của Half-Life: Episode Two, trước mắt Freeman là một Eli còn sống và không bị thương nhưng Alyx thì đã mất tích. Eli trong cơn tức giận có nói: "Son of a bitch and his unforeseen consequences."(tạm dịch: Gã khốn và những hậu quả khôn lường của hắn). Trong Half-Life: Episode Two, G-man đã khiến Alyx nói với Eli rằng: "Hãy chuẩn bị cho những hậu quả không thể lường trước được" và cái "Hậu quả không thể lường trước này" cũng chính là tên màn chơi của Half-Life(hoặc Black Mesa) nơi sự kiện thảm họa Black Mesa diễn ra. Đáp lại Alyx trong Half-life: Episode Two, Eli cũng nói rằng lần gần nhất mà ông nghe thấy những từ ấy là bởi G-man, ngay trước khi thảm họa Black Mesa diễn ra. Và chính G-man là kẻ mang đến khối tinh thạch khiến lò phản ứng phát nổ, sự kiện đầu tiên dẫn đến quá trình lực lượng Combine xâm lược Trái Đất.

## Tiểu sử
Sau khi phát hành Half-Life 2 vào năm 2004, Valve bắt đầu phát triển một Trilogy of episodic squels (tạm dịch: bộ ba phần game tiếp theo), lên kế hoạch phát hành các trò chơi thường xuyên hơn. Half-Life 2: Episode One đã được phát hành vào năm 2006, tiếp theo là Half-Life: Episode Two năm 2007, sau đó là một kết thúc giữa chừng đầy bí ẩn. Episode 3 đã được lên kế hoạch vào năm 2008, nhưng đã bị trì hoãn khi phạm vi qui mô của nó được mở rộng. Nhà thiết kế Robin Walker nói rằng Valve đã sử dụng Half-Life để "giải quyết một số va chạm thú vị của công nghệ và nghệ thuật đã nuôi sống chính tựa game". Khi thực hiện Episode 3, Valve đã không tìm ra được ý tưởng thống nhất mang lại cảm giác "kỳ diệu, mở ra, hay mở rộng". Họ đã từ bỏ việc phát triển theo từng phần  và thực hiện một số nỗ lực nhưng đã thất bại trong các phần Half-life tiếp theo. Walker đổ lỗi cho sự thiếu tiến bộ trong cấu trúc quản lý phẳng của Valve, theo đó nhân viên tự quyết định những việc cần làm. Anh ấy cho biết cuối cùng nhóm đã quyết định rằng "Tất cả chúng tôi sẽ hạnh phúc hơn nếu chúng tôi làm việc lớn, ngay cả khi nó không chính xác là những gì chúng tôi muốn làm".
Valve quyết định hoàn thiện engine game mới của mình, Source 2, trước khi bắt đầu phát triển một trò chơi mới, vì việc phát triển Half-Life 2 và Source Engine ban đầu và đồng thời đã tạo ra nhiều vấn đề. Trong năm 2016 và 2017, các tác giả của Half-Life là Marc Laidlaw, Erik Wolpaw, Jay Pinkerton và Chet Faliszek đã rời khỏi Valve, cùng với sự hỗ trợ của Valve cho các nhượng quyền thương mại khác của họ, các nhà báo coi sự ra đi như một dấu hiệu cho thấy các trò chơi Half-Life mới sẽ không còn được ủng hộ và phát triển nữa.
Năm 2015, Valve đã hợp tác với công ty điện tử HTC để phát triển HTC Vive, tai nghe thực tế ảo được phát hành vào năm 2016. Chủ tịch Valve, Gabe Newell, nhắm đến việc  Valve trở nên giống Nintendo hơn, một hãng phát triển trò chơi song song với phần cứng; điều này cho phép họ tạo ra các trò chơi sáng tạo như Super Mario 64. Valve đã thử nghiệm với VR và vào năm 2016 đã phát hành The Lab, một bộ sưu tập các minigame VR. Valve nhận ra rằng nhiều người chơi muốn có một trò chơi VR AAA đầy tham vọng hơn và bắt đầu khám phá sự phát triển của một trò chơi VR lớn. Walker tự hỏi liệu họ có thể phát triển một ứng dụng sát thủ VR, giống như FPS Doom có ảnh hưởng vào năm 1993 không.
Valve đã phát triển một số nguyên mẫu VR, với ba dự án được phát triển vào năm 2017. Nhận thấy rằng hệ thống của loạt trò chơi giải đố Portal của họ đang mất phương hướng trong VR, và họ đã chuyển sang Half-Life. Walker nói rằng Half-Life 3 là một "Viễn cảnh đáng sợ và sợ hãi" và nhóm nghiên cứu coi VR là một cách để quay trở lại loạt game. Ngoài ra, Valve dự đoán rằng người hâm mộ sẽ phản ứng tiêu cực nếu Half-life 3 là một trò chơi chỉ dành cho VR và cho rằng, phần tiền truyện mang ít chất lượng hơn.
- Xem thêm: The Final Hours of Half-Life: Alyx -- Behind Closed Doors at Valve Interview

## Quá trình phát triển

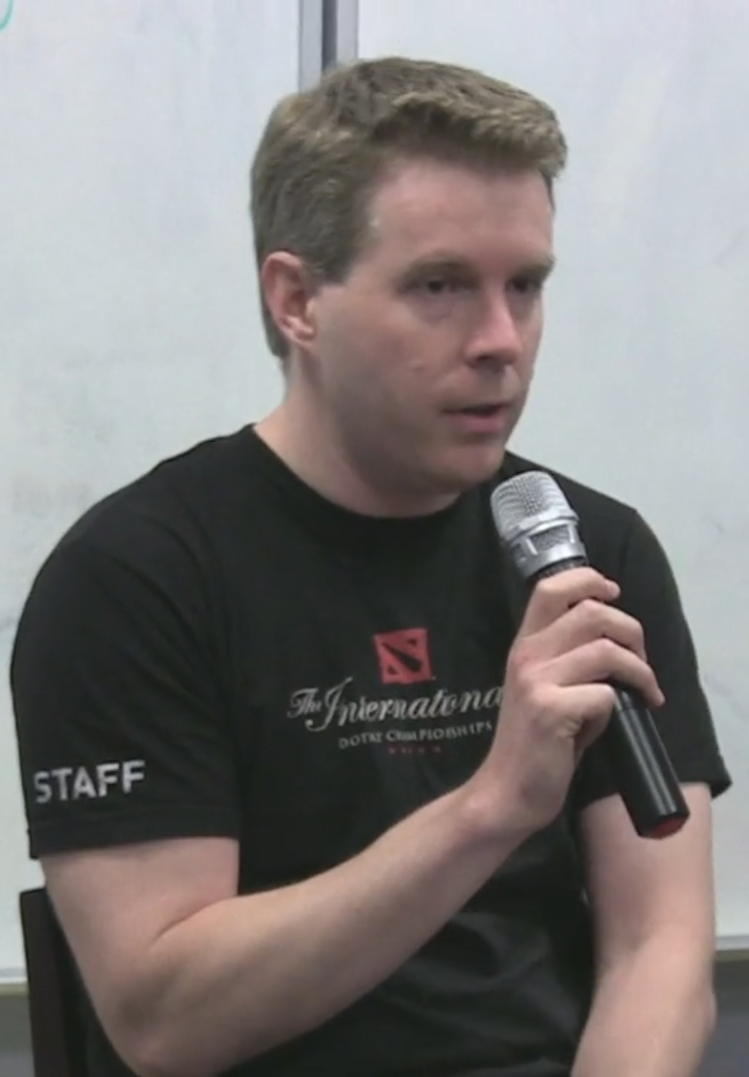
Robin Walker (ảnh năm 2013) - Trưởng dự án của Half-life: Alyx

Half-Life: Alyx bắt đầu được phát triển vào khoảng tháng 2 năm 2016, và đi vào sản xuất đầy đủ vào cuối năm đó. Đội ngũ phát triển trò chơi bao gồm khoảng 80 người, là đội ngũ lớn nhất trong lịch sử của Valve, và bao gồm cả Campo Santo, một studio mà Valve mua lại vào năm 2018. Vì Valve liên tục thất bại trong việc xem xét các dự án, một số nhân viên đã miễn cưỡng tham gia và nhiều người đã nghi ngờ rằng làm một trò chơi Half-life VR có phải là hướng đi đúng đắn.
Valve đã xây dựng các nguyên mẫu bằng cách sử dụng nội dung trong Half-Life 2 và thu hẹp hệ thống trò chơi xuống những hệ thống mà họ cảm thấy phù hợp nhất với VR. Họ nhận thấy rằng hệ thống Half-Life này "Phù hợp tự nhiên một cách đáng ngạc nhiên" cho VR, nhưng VR ảnh hưởng đến hầu hết mọi khía cạnh của thiết kế; chẳng hạn như bắn súng trong VR, đòi hỏi người chơi phải đặt bàn tay của họ trong không gian, là một trải nghiệm thực tế, rất khác với việc nhắm mục tiêu bằng chuột và bàn phím điều khiển theo kiểu truyền thống. Theo Walker: "Tất cả điều này đi sâu vào mọi khía cạnh của thiết kế cơ học, thiết kế cấp độ, nhịp độ, và thậm chí những thứ như tần suất nhặt đạn và điều chỉnh cách chiến đấu." Vào cuối năm 2018, Valve đã tổ chức một cuộc "trải nghiệm thử" toàn công ty của toàn bộ trò chơi, kết quả đã thuyết phục nhóm phát triển rằng VR cho Half-life là lựa chọn rất đúng đắn. Những tuần cuối cùng của quá trình phát triển diễn ra online từ xa do đại dịch COVID-19.
Valve đã không phát triển phiên bản Half-Life: Alyx không phải VR, vì họ tự tin rằng trò chơi chỉ có thể thực hiện được trong VR. Valve dự đoán rằng người hâm mộ có thể sẽ sửa đổi nó để chạy mà không cần thiết bị VR. Mặc dù điều này làm phiền lòng một số người trong đội ngũ phát triển. Tuy nhiên, Walker không lo ngại, vì anh tin rằng việc sửa đổi mặc định sẽ mang lại trải nghiệm không tốt bằng VR, cũng chứng tỏ lý do tại sao họ lại chọn VR. Các thành viên trong nhóm nhấn mạnh rằng Half-Life: Alyx là một câu chuyện chính thức trong loạt trò chơi Half-Life về cả mặt nội dung lẫn câu chuyện.
Mike Morasky, nhà soạn nhạc cho Portal 2 và Team Fortress 2, đã sáng tác cho Half-Life: Alyx với sự tham vấn của Kelly Bailey, nhà soạn nhạc cho các trò chơi Half-Life trước đó. Anh đã trích dẫn âm nhạc công nghiệp của các nghệ sĩ như Nine Inch Nails, The Prodigy và Skinny Puppy làm nguồn cảm hứng sáng tác.

### Sự thay đổi
Để giảm thiểu vấn đề "say" VR(giống như say xe), Valve đã triển khai một số tùy chọn chuyển động khác nhau. Họ đã trích dẫn nguồn cảm hứng từ trò chơi VR 2018 Budget Cuts, sử dụng dịch chuyển tức thời để di chuyển người chơi giữa các địa điểm khác nhau. Valve đã cho rằng dịch chuyển tức thời sẽ làm hỏng trải nghiệm chơi game; tuy nhiên, mặc dù dịch chuyển tức thời có vẻ "chói tai" khi thấy người khác sử dụng nó, nhưng người chơi nhanh chóng quen với nó. Theo Walker: "Nó lùi vào nền tâm trí của bạn và bạn trở nên tập trung hơn vào những gì bạn đang làm với nó."
Để ngăn cản người chơi dịch chuyển nhanh qua các cấp độ(gọi là bỏ qua màn chơi hay skip game), Valve đã lấp đầy các khu vực bằng các yếu tố thu hút sự chú ý của người chơi và khiến nó chậm lại, chẳng hạn như các thử thách, vật thu thập được hoặc các khu vực. Để giải quyết vấn đề người chơi có chiều cao cao hơn phải cúi người khi di chuyển qua một số không gian, Valve đã tạo ra một kích thước cơ thể tiêu chuẩn khi người chơi dịch chuyển tức thời, giúp mọi người chơi có cùng chiều cao khi dịch chuyển tức thời. Họ nhận thấy rằng người chơi không nhận thấy sự khác biệt này, vì họ đang tập trung vào mục tiêu trong game của mình.

### Chiến đấu trong game
Xà beng - một vũ khí mang tính biểu tượng từ các trò chơi Half-Life trước đó, đã bị lược bỏ vì Valve không thể thực hiện chiến đấu cận chiến trong VR và vì người chơi sẽ vô tình bắt gặp nó trên các vật thể trong trò chơi khi chúng di chuyển, tạo ra sự nhầm lẫn. Ngoài ra, người chơi còn liên kết chiếc xà beng với Gordon Freeman, nhân vật chính của các phần game trước; Valve muốn tạo ra một danh tính khác cho Alyx, miêu tả cô ấy như một "hacker và  là người mày mò". Các vũ khí khác bị loại bỏ khác bao gồm mìn nổ, súng cao su, lá chắn và súng phóng tên lửa. Để tránh người chơi bị quá tải, nhóm đã thiết kế tất cả các loại vũ khí chỉ có thể sử dụng bằng một tay.
Khi người chơi di chuyển với tốc độ thực tế hơn trong VR so với các trò chơi FPS thông thường, Valve đã phải điều chỉnh lại nhân vật phản diện để trận chiến trở nên công bằng và thú vị hơn. Antlions, loài bọ kẻ thù trở lại từ Half-Life 2, sẽ nhanh chóng áp đảo người chơi; nhóm phát triển đã làm chậm chuyển động của nhân vật và thêm khả năng bắn vào chân để làm chậm họ. Những con zombie nhanh nhẹn và những quả bom nổ nhanh, những kẻ thù được giới thiệu trong Half-Life 2, đã bị cắt giảm vì chúng quá đáng sợ đối với một số người chơi trong VR. Theo nhà thiết kế Dario Casali: "Cú sốc khi có những con Fast Headcrab đến gần và bám vào người bạn trước khi bạn thậm chí còn biết chuyện gì đang xảy ra là quá nhiều."

### Diễn viên
Merle Dandridge đóng lại vai Alyx Vance vào tháng 3 năm 2019, nhưng sau khi thử nghiệm cho thấy Alyx cần một giọng nói trẻ trung hơn, thế nên Ozioma Akagha đã được chọn vào tháng 9 năm 2019. Akagha phải tránh tỏ ra khó chịu trong vai diễn của mình, bởi vì "Bạn không muốn một người nào đó phát ra âm thanh khó chịu trong đầu của bạn khi chơi game".
Các diễn viên bổ sung bao gồm James Moses Black trong vai Eli, thay thế cho Robert Guillaume, anh đã qua đời vào năm 2017, và Rhys Darby trong vai Russell, người đã thêm các yếu tố hài hước vào nhân vật. Các diễn viên trở lại bao gồm Tony Todd trong vai người ngoài hành tinh Vortigaunts, Mike Shapiro trong vai G-Man và Ellen McLain trong vai lồng tiếng cho các chương trình phát sóng của Combine. Shapiro đã ghi lại những lời thoại của mình trong vòng 20 phút, với những chiếc xe bán tải vào năm 2019. Cissy Jones (Olga) và Rich Sommer (Larry, Russell's Drone, và Combine Soldiers) được chọn theo gợi ý của nhà văn Sean Vanaman, người đã làm việc với họ trong tựa game Firewatch(2016).

### Viết kịch bản
Các tác giả cũ của Half-Life là Erik Wolpaw và Jay Pinkerton đã từ chối lời mời để trở lại Valve sớm trong quá trình phát triển Half-Life: Alyx. Thay vào đó, Valve đã tuyển dụng nhà văn Rob Yescombe của The Invisible Hours, người đã làm việc cho Half-Life: Alyx trong năm 2017 và 2018. Câu chuyện của Yescombe u ám hơn các trò chơi Half-Life khác, với những cảnh kinh hoàng, tra tấn và kinh dị. Nhân vật phản diện là một nữ sĩ quan tổ hợp tên là Hahn; trong một kết thúc được đề xuất, Alyx sẽ giết Hahn để trả thù vì đã tra tấn cha cô. Yescombe cũng đề xuất một đoạn kết trong đó Alyx và G-man sẽ du hành ngược thời gian về các sự kiện của Half-Life(hoặc Black Mesa) để ngăn chặn Freeman kích hoạt cuộc xâm lược của người ngoài hành tinh.
Sau lần chơi thử toàn công ty vào năm 2018, phản hồi vô cùng tích cực nhưng đối với cốt chuyện, nhân viên đạt điểm thấp nhất so với bất kỳ trò chơi nào của Valve, Morasky, mô tả nó là "đen tối, nghiêm túc và tốn nhiều công sức", ví nó như một bộ phim siêu anh hùng của Zack Snyder. Nhà thiết kế Corey Peters cho biết cả nhóm có "cảm giác mạnh" về cốt truyện và họ đã "xác thực" để nhận được phản hồi.
Ban đầu,  Valve dự định ra mắt Half-Life: Alyx cùng với Index VR của mình vào tháng 6 năm 2019, nhưng đã trì hoãn để giải quyết câu chuyện. Họ gọi lại Wolpaw và Pinkerton để viết lại cốt truyện và lời thoại từ đầu trong khi vẫn giữ nguyên lối chơi. Chúng có sự tham gia của các nhà văn Jake Rodkin và Sean Vanaman, những người đã gia nhập công ty khi Valve mua lại Campo Santo(Studio được biết đến nhiều nhất với trò chơi đầu tay được phát hành vào năm 2016, Firewatch). Nhà văn Marc Laidlaw, người đã nghỉ hưu vào năm 2016, đã đưa ra lời khuyên tư vấn cho trò chơi.
Những người viết kịch bản đã xác định được ba vấn đề. Đầu tiên, bản chất của phần tiền truyện có nghĩa là người chơi biết các nhân vật sẽ sống sót, giảm bớt sự hồi hộp. Thứ hai, câu chuyện không có tác động đến toàn bộ câu chuyện Half-Life, các nhà văn không muốn nó có cảm giác "giống như một truyện ngắn bị bịt kín trong thế giới của Half-Life". Thứ ba, trò chơi phải kết thúc bằng cuộc chạm trán với G-man, về cơ bản là một người có trí lực siêu phàm, ban cho Alyx một thứ gì đó để giải thoát cho ông ta, các nhà văn không thể tưởng tượng điều này có thể là gì. Walker cho biết nhóm phát triển không muốn kết thúc là một cái gì đó gọi là "bạn có thể bỏ qua", và biết rằng người hâm mộ đã ở trong một câu chuyện bị bỏ ngõ kể từ Half-Life: Episode Two - điều mà họ muốn thay đổi.
Để Alyx và G-man du hành ngược thời gian và giải cứu Eli ở cuối Half-Life: Episode Two được gợi ý bởi họa sĩ nhân vật Jim Murray. Nhóm phát triển đã miễn cưỡng, vì điều này đã phá vỡ sự thay đổi của Episode Two, nhưng họ bị hấp dẫn bởi những câu hỏi mà nó đặt ra về thế giới và cách nó thúc đẩy câu chuyện về vũ trụ Half-Life tiếp tục tiến lên phía trước. Thay đổi này yêu cầu Valve phải tạo ra các tài sản mới, chẳng hạn như căn cứ của Episode Two: White Forest và các mô hình cho chú chó máy Dog, hình ảnh Eli cũ và Gordon Freeman. The Red herring, khi Alyx tin rằng cô ấy đang giải cứu Gordon Freeman trước khi phát hiện ra G-man, được Vanaman hoàn thành vào cuối quá trình sản xuất, vì không có mô hình nhân vật nào cho nhà khoa học Combine Alyx đã tình cờ nghe được, cảnh này được hoạt hình hóa trong Shadow Play.
Trong khi các trò chơi trước của Valve, các nhân vật chính đều không không có lời thoại(không nói) để giúp người chơi có cảm giác mình chính là nhân vật đang điều khiển, các nhà biên kịch nhận thấy rằng việc Alyx nói sẽ cải thiện cách kể chuyện. Họ đã thêm vào cuộc đối thoại vô tuyến giữa Alyx và Russell như một cách đơn giản để mang lại năng lượng chơi game bất cứ khi nào cần thiết. Kịch bản cuối cùng dài tới 280 trang, so với 128 trang của Half-Life 2 và 18 trang của Half-Life.

## Quảng cáo và phát hành
Valve đã công bố Half-Life: Alyx vào tháng 11 năm 2019. Trò chơi được tặng miễn phí cho những ai đã sở hữu bộ điều khiển Valve Index. Valve đã đợi cho đến khi trò chơi gần như hoàn thành mới công bố, nhằm tránh sự chậm trễ như các phần trò chơi trước. Họ ý thức rằng, những người chơi, người hâm mộ, đã chờ đợi rất nhiều năm cho một trò chơi Half-Life mới, và họ cũng có thể sẽ thất vọng vì một trò chơi VR và quản lý chặt chẽ thông báo.
Để quảng bá trò chơi, Valve đã cho trải nghiệm miễn phí tất cả các trò chơi Half-Life trước đó trên Steam từ tháng 1 năm 2020 cho đến khi Half-life: Alyx phát hành vào ngày 23 tháng 3 năm 2020. Valve đã phát hành phiên bản Linux vào ngày 15 tháng 5 năm 2020, cùng với hỗ trợ kết xuất Vulkan cho cả hai nền tảng. Một bản dựng trước khi phát hành của trò chơi đã bị rò rỉ nhầm trên Steam bao gồm các công cụ dành cho nhà phát triển không phải VR, cho phép các tương tác như nhặt đồ vật và sử dụng vũ khí. Tuy nhiên, hầu hết các tương tác cơ bản của trò chơi rò rỉ này như nhấn nút hay lấp đầy ba lô của Alyx đều không thể hoàn thành bằng phím "Use Key".
Khi được hỏi về kế hoạch cho các trò chơi Half-Life trong tương lai, nhà thiết kế David Speyrer cho biết nhóm rất sẵn lòng nhưng cần phải chờ sự ra mắt của Half-Life: Alyx. Theo Walker: "Chúng tôi hoàn toàn xem Half-Life: Alyx là sự trở lại của vũ trụ Half-life, không phải là kết thúc của nó." Các công cụ hỗ trợ mod cho engine Source 2 và hỗ trợ Steam Workshop cho Half-Life: Alyx được phát hành vào ngày 15 tháng 5 năm 2020. Valve có kế hoạch phát hành một trình chỉnh sửa cấp độ Hammer mới cho Source 2. Valve cũng có kế hoạch phát hành một phần bộ phát triển phần mềm Source 2(còn gọi là SDK) cho các tính năng được cập nhật vào một ngày sau đó, với trọng tâm khi ra mắt là nâng cấp và hỗ trợ cho Half-Life: Alyx.

## Đón nhận
Half-Life: Alyx đã nhận được sự hoan nghênh trên toàn cầu, theo trang tổng hợp đánh giá Metacritic. Các nhà phê bình tại các ấn phẩm như VG247, Tom's Hardware và Video Games Chronicle đã nói rằng trò chơi này là ứng dụng sát thủ của VR. Đến tháng 4 năm 2020, nó là một trong 20 trò chơi PC hàng đầu mọi thời đại dựa trên điểm tổng hợp của Metacritic.
Đoạn giới thiệu thông báo đã có hơn 10 triệu lượt xem trong vòng 24 giờ đầu tiên sau khi phát hành. Mặc dù hầu hết người hâm mộ bày tỏ sự phấn khích, một số người thất vọng vì trò chơi chỉ có sẵn trong VR, một thị trường game nhỏ nhưng đang phát triển vào năm 2019.
Trước khi trò chơi được phát hành, Vic Hood của TechRadar cho biết: “Đây chắc chắn không phải là Half-Life 3 được mong đợi từ lâu. Tuy nhiên, thật tuyệt khi thấy Valve vẫn quan tâm đến dự án Half-Life vì công ty đã hết sức nóng nảy về việc liệu chúng ta có thể thấy một trò chơi khác trong vũ trụ Half-life hay không. Nhưng chúng tôi vẫn sẽ mãi sống trong hy vọng về Half-Life 3." Giám đốc điều hành Microsoft Phil Spencer cho biết ông đã chơi trò chơi này trước khi nó được công bố, ông chỉ nhận xét ngắn gọn: "Tuyệt vời".
Kevin Webb của Business Insider đã viết rằng Half-Life: Alyx có thể "khơi dậy sự quan tâm mới mẻ đối với một ngành công nghiệp trò chơi VR đã phải vật lộn để giành chiến thắng trước những game thủ khó tính". Andrew King của USGamer cũng gợi ý rằng Half-Life: Alyx sẽ là "Make or break VR Jesus Moment"(tạm dịch: Tạo ra các bước đột phá mới của VR) cho cộng đồng những người phát hành các bản mod, về việc liệu người chơi có quan tâm và có khả năng sử dụng các công cụ do Valve cung cấp để tạo ra những sáng tạo mới hay không để tận dụng không gian VR, vì việc sửa đổi trong không gian VR theo cách truyền thống sẽ rất khó thực hiện trước thời điểm này. Trò chơi cũng đã giành được giải thưởng Easy Allies 2020 cho cả Thiết kế thế giới trong game tốt nhất và Trò chơi của năm. Trên Polygon, Ben Kuchera đã viết về cách Alyx sử dụng VR để biến đổi các hệ thống FPS truyền thống. Chẳng hạn, anh ấy cảm thấy rằng việc nạp đạn cho súng thú vị hơn nhiều trong VR(theo truyền thống được thực hiện bằng một lần nhấn nút, thường là nút R). Ông viết: “Điều kỳ diệu nằm ở việc tồn tại bên trong thế giới, có thể chạm vào nó và tương tác với nó một cách trực tiếp. Thiết kế và nhịp độ của trò chơi sẽ mất hết ý nghĩa nếu được chơi như một trò chơi truyền thống, ngay cả khi có nhiều người chơi sẽ có thể trải nghiệm câu chuyện vì lợi ích riêng của nó."

### Doanh số
Vào ngày đầu tiên phát hành, Half-Life: Alyx đã có 43.000 người chơi cùng một lúc. Theo chuyên gia phân tích Niko Partners Daniel Ahmad, đây là một khởi đầu thành công theo tiêu chuẩn VR, giống như số lượng người chơi cùng lúc của trò chơi thực tế ảo Beat Saber. Tuy nhiên, Ahmad lưu ý rằng rõ ràng các con số đã được giữ lại do yêu cầu VR. Greg Coomer của Valve cho biết họ biết nhiều người sẽ không chơi trò chơi khi ra mắt và lượng khán giả của họ hiện tại tương đối ít. Newell mô tả nó như một "khoản đầu tư kỳ hạn" vào các công nghệ dài hạn.
Tai nghe Valve Index, bộ điều khiển và các bản gốc đều đã được bán hết ở Hoa Kỳ, Canada và Châu Âu trong vòng một tuần kể từ khi Half-Life: Alyx được công bố. Đến giữa tháng 1 năm 2020, chúng đã được bán hết ở tất cả 31 khu vực mà các đơn vị được cung cấp. Theo Superdata, Valve đã bán được 103.000 bộ trong quý 4 năm 2019 do thông báo của Half-Life: Alyx so với tổng số 149.000 được bán trong suốt năm 2019 và đây là tai nghe VR bán chạy nhất cho PC trong quý đó. Mặc dù Valve đã dự kiến cung cấp một số đơn đặt hàng trước cho tai nghe của họ để kịp thời phát hành Half-life: Alyx, nhưng đại dịch COVID-19 đã làm hạn chế chuỗi cung ứng của họ.

### Giải thưởng
Half-Life: Alyx đã giành giải "Trò chơi của năm" tại 2020 VR Awards và "Trò chơi thực tế ảo VR / AR" hay nhất tại The Game Award 2020, đồng thời được đề cử ở giải Đạo diễn trò chơi hay nhất", "Thiết kế âm thanh tốt nhất" và "Hành động tốt nhất". Half-life: Alyx cũng được đề cử cho "Best Game", "Game Direction", "Audio Achievement" và "Artistic Achievement" tại 17th British Academy Games Awards.